# Бризеида
Бризеида (на гръцки: Βρισηίδα; истинско име Хиподамия; „Бризеида“ означава буквално „Бризова, дъщеря на Бриз“) – в древногръцката митология е дъщеря на Бриз, владетел на съюзния на Троя град Лирнес.
Според „Илиада“, на деветата година от обсадата на Троя, Ахил превзема града, убива съпруга на Бризеида Минес и нейните братя, а нея пленява. Впоследствие при подялбата на плячката, Бризеида остава при Ахил, а пленената в съседния град Хриза Хризеида е дадена на Агамемнон. Въпреки че цялото ѝ семейство е избито от гърците, Бризеида се влюбва в Ахил и не след дълго става неговата любима наложница. След като Хриз, баща на Хризеида и жрец на бог Аполон, не успява да откупи дъщеря си въпреки горещите си молби, той се обръща към Аполон за помощ и богът изпраща мор в гръцкия лагер. Принуден от обстоятелствата и другите гръцки вождове, Агамемнон връща Хризеида на баща ѝ, но в замяна отнема Бризеида от Ахил, което става причина за гнева на последния и отказът му да участва в бойните действия занапред. Това е и началото на поемата „Илиада“, която описва събитията след този разрив в ахейската войска.

## В киното
- Във филма „Троя“ Бризеида е представена от актрисата Роуз Бърн.